# Cryptospira
Cryptospira is een geslacht van weekdieren uit de klasse van de Gastropoda (slakken).

## Soorten
- Cryptospira bridgettae Wakefield, 2010
- Cryptospira cloveriana Wakefield, 2010
- Cryptospira dactylus (Lamarck, 1822)
- Cryptospira elegans (Gmelin, 1791)
- Cryptospira fischeri (Bavay, 1903)
- Cryptospira glauca Jousseaume, 1875
- Cryptospira grisea (Jousseaume, 1917)
- Cryptospira immersa (Reeve, 1865)
- Cryptospira marchii Jousseaume, 1875
- Cryptospira mccleeryi Wakefield, 2010
- Cryptospira merguiensis Bozzetti, 2015
- Cryptospira onychina (A. Adams & Reeve, 1850)
- Cryptospira praecallosa (Higgins, 1876)
- Cryptospira quadrilineata (Gaskoin, 1849)
- Cryptospira sabellii Cossignani, 2006
- Cryptospira scripta (Hinds, 1844)
- Cryptospira strigata (Dillwyn, 1817)
- Cryptospira trailli (Reeve, 1865)
- Cryptospira tricincta (Hinds, 1844)
- Cryptospira ventricosa (Fischer von Waldheim, 1807)
- Cryptospira wallacei Wakefield, 2010